# Luis Amargós y Samaranch
Luis Amargós y Samaranch (Barcelona, 16 de octubre de 1863-¿?) fue un farmacéutico español.

## Biografía
Natural de Barcelona, siguió la carrera de Farmacia en la universidad de su ciudad natal, tomando el título de licenciado en dicha facultad en 1885. En su recepción en la Academia médico-farmacéutica de esa misma ciudad, leyó un discurso en el que trató del hígado de bacalao, bajo el punto de vista físico-químico y fármaco-dinámico. Fue vicepresidente primero de esa Unión Médico-Farmacéutica.
En 1896 publicó Algunos de los conocimientos enológicos que es necesario poseer para la perfecta confección de los vinos medicinales.